# Berliet

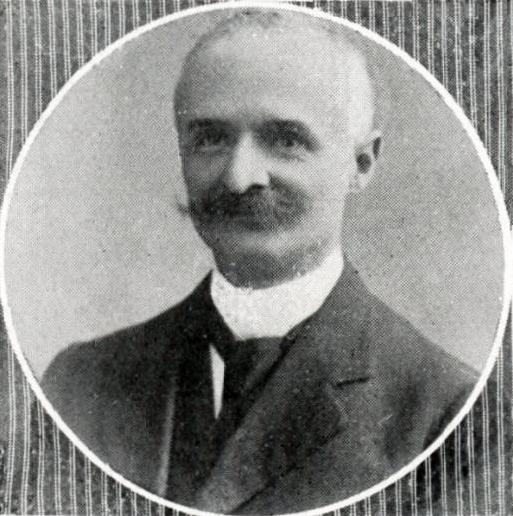
Marius Berliet (1911)

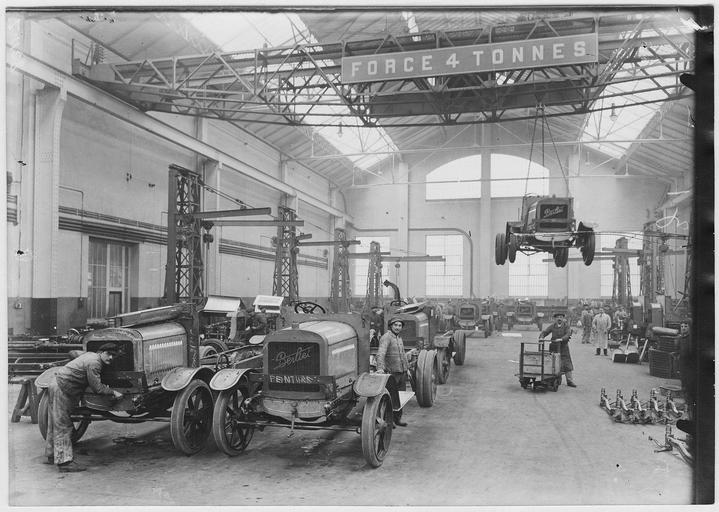
De productie van legervoertuigen in de fabriek in Lyon

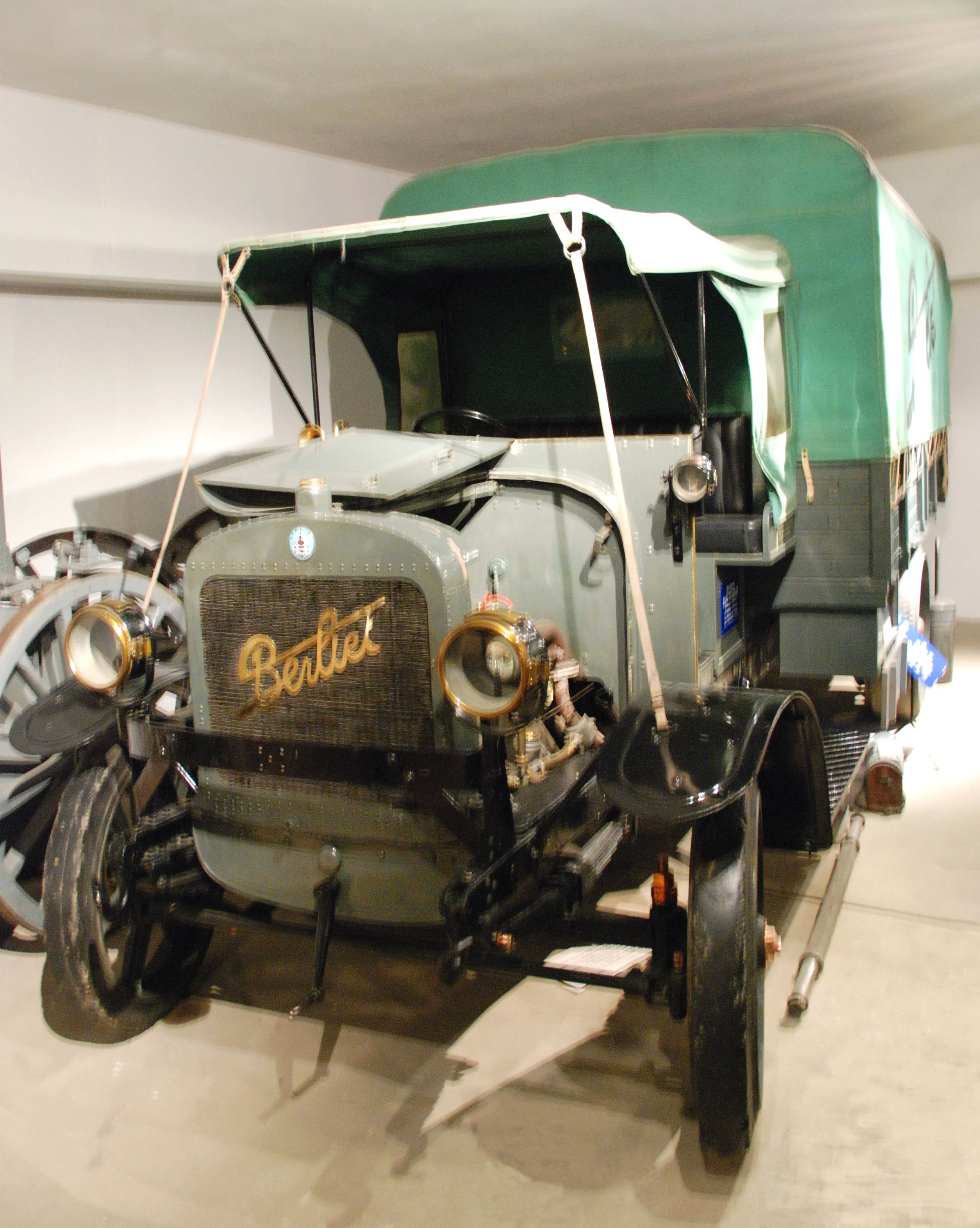
De Berliet CBA voorzag het oorlogsfront bij Verdun in 1916 van nieuwe voorraden en werd tot 1932 geproduceerd

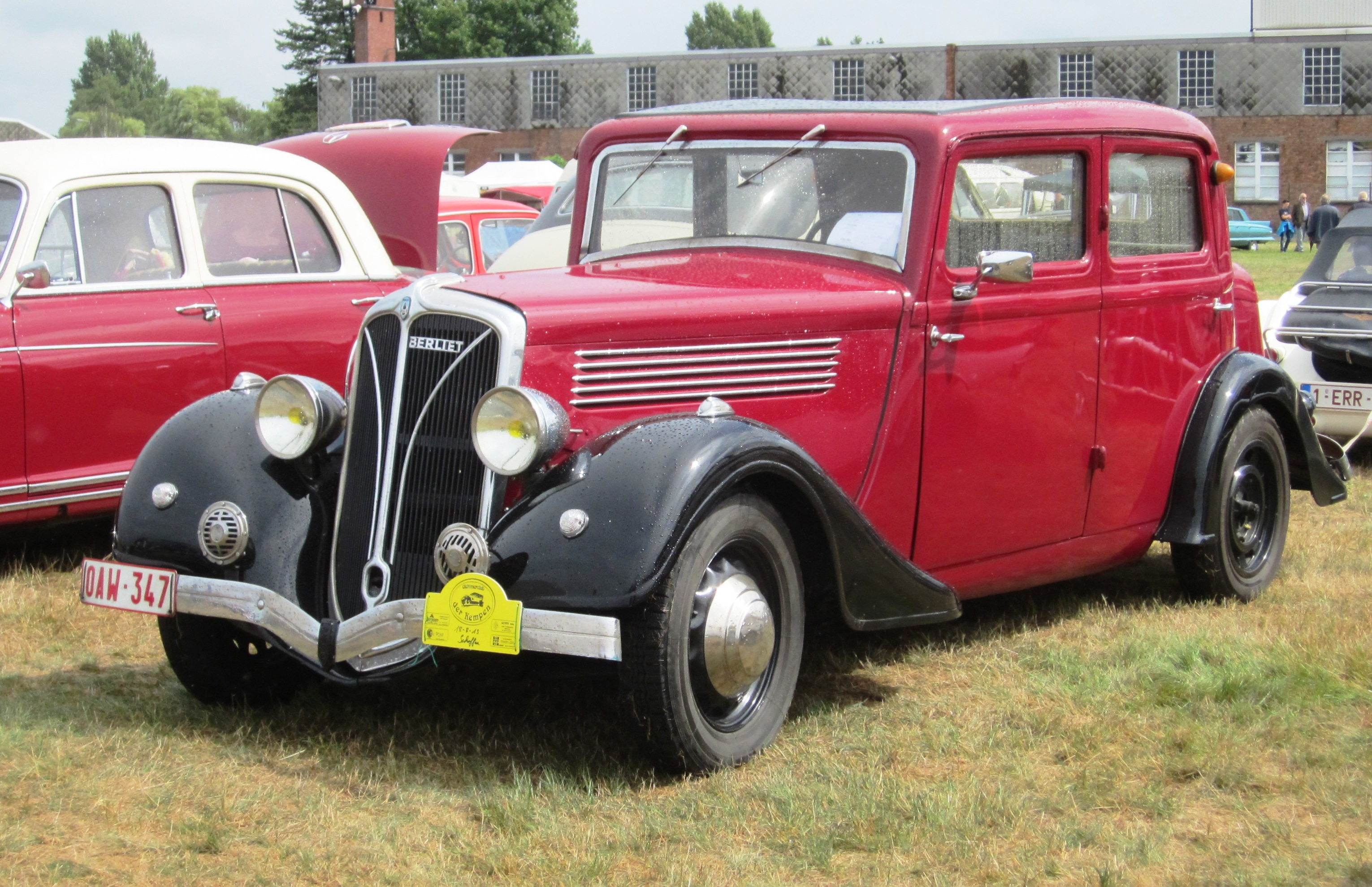
Berliet Dauphine 11CV (ca. 1936)

Berliet is een van de voorgangers van Renault Trucks en bussen.

## Begintijd
1894-1905
- Marius Berliet (1866-1948) stamde af van grootouders die boeren waren en wiens ouders het vak van zijdewever in zijdestad Lyon begonnen. Het was de bedoeling dat Marius het familiebedrijf zou voortzetten. Zijn passie ging echter meer uit naar het mechanische, het technische. Omstreeks 1890 dringen de berichten over de toen net uitgevonden verbrandingsmotor ook door in handelsstad Lyon. Marius was niet opgewassen tegen de verleiding zich ook met deze techniek bezig te houden. Het moest toch mogelijk zijn het paard voor de wagen te vervangen door een motor in de wagen.
- In 1893 begon hij met uitdenken en construeren van zijn eerste verbrandingsmotor. Dit werk resulteerde in 1894 in de eerste functionerende automobiel van de hand van Berliet. Achteraf gezien was het een bijna ongelofelijke prestatie die hij daarmee leverde: weinig ervaring, nauwelijks gereedschap en materialen en toch een verbrandingsmotor bouwen en aan de praat krijgen. Hij begon met automobielen met eencilindermotoren, in 1900 gevolgd door voertuigen met tweecilindermotoren.
- In 1902 nam Berliet de activiteiten van de constructeur Audibert et Lavirotte uit Lyon over en begon de constructie van modellen met viercilindermotoren voorzien van ‘honingraat-radiateurs’ en een dragende constructie van metaal in plaats van (het toen gebruikelijke) hout.
- In 1905 wenste het bedrijf ‘American Locomotive Company’ - tot dat moment fabrikant van uitsluitend locomotieven - automobielen te ontwikkelen en fabriceren. Dit bedrijf deed Berliet een bod op zijn chassisontwerp omdat deze constructie bijzonder robuust was.
- Het geld dat hij met deze verkoop verdiende stak Marius Berliet in uitbreiding van het bedrijf. Tegelijkertijd is deze transactie de herkomst van de gestileerde Amerikaanse stoomlocomotief in het beeldmerk van Berliet. Vóór de Eerste Wereldoorlog beschikte Berliet over een modellengamma met vermogens tussen de 8 en 60 pk. Het merendeel van de modellen was voorzien van een viercilindermotor (2412 cm³ en 4398 cm³) en er was ook een versie met 9500 cm³ verkrijgbaar.

1910-1920
- Van 1910 tot 1912 produceerde Berliet een model met 12 pk en 1539 cm³ cilinderinhoud. Vanaf 1912 produceerde de fabrikant de modellen met zescilindermotoren alleen nog op bestelling.
- Het was ook in 1912 dat een auto van het merk Berliet de rally van Monte Carlo won. In 1913 was Berliet in staat de productie op te voeren tot 3500 eenheden per jaar in de fabriek te Monplaisir.
- Gedurende de Eerste Wereldoorlog produceerde Berliet, net als Renault en Latil, vrachtauto’s voor het Franse leger. In 1916 verlieten 40 voertuigen per dag de fabrieken van Berliet. Deze auto’s hadden een laadvermogen van 4 en 5 ton. In totaal dienden 2500 exemplaren van het type CBA het Franse leger aan het front in de Eerste Wereldoorlog.
- Tegelijkertijd fabriceerde Berliet ook granaten. Het personeelsbestand groeide tot 3500 personen.
- Na de Eerste Wereldoorlog opende Berliet een fabriek in Vénissieux (tegenwoordig stadsdeel van Lyon) en produceerde modellen met 12 CV (2613 cm³), 15 CV (3308 cm³) en 22 CV (4398 cm³). Het eerste model VB was een exacte kopie van een Dodge en werd met 100 eenheden per dag geproduceerd. ‘CV’ = Chevaux, letterlijk ‘Paarden’ staat voor fiscale pk’s, die cilinderinhoud weergeven waarbij 1 CV = ± 200 cc.

1921-1939
- In 1921 had Berliet financiële problemen en werd hij onder curatele gesteld. Een nieuwe 7 CV (1159 cm³) verscheen in 1924. Nieuwe zescilinders volgden in 1927. Vanaf 1933 produceerde Berliet uitsluitend nog motoren met vier cilinders (1600 en 2000 cm³).
- Het laatste model personenauto wat Berliet produceerde is het model ‘Dauphine’ (‘Kroonprinses’), in productie vanaf 1936, gemotoriseerd met een 2-litermotor en gebruik makend van carrosseriedelen van de Peugeot 402.
- In 1939 beëindigde Berliet de productie van personenauto’s.

## Vrachtwagens en autobussen
1906
- In 1906 introduceert Berliet een vrachtwagen met frontstuurcabine, een viercilinder benzinemotor, kettingaandrijving en een nuttig laadvermogen van 2 ton. In 1908 omvatte het gamma voertuigen met 1,5 tot 5 ton nuttig laadvermogen. In 1914 voegde het bedrijf een vrachtwagen met frontstuurcabine met een nuttig laadvermogen van 6 ton aan het aanbod toe. In 1930 experimenteerde Berliet met een dieselmotor in het model ‘CBA’. In 1933 introduceerde Berliet een nieuw model, de CD2, met dieselmotor en voorzien van een klassieke overbrenging. In 1939 reikte het nuttig laadvermogen van 12 tot 15 ton, al naargelang het model.

1945
- Na de Tweede Wereldoorlog hield Berliet alleen de productie van vrachtwagens over, waarmee de fabriek zeer succesvol was op de markt voor voertuigen met een totale massa (ledig voertuig plus laadvermogen) van 3,5 ton en meer. Vooral met de thans legendarische modellen ‘long nez’ (‘lange neus’) GLR, GBH of TLM en GBC, actief op alle bouwplaatsen en wegen in Frankrijk of op weg om de ‘woestijnpistes’ in Frans-Afrika te veroveren.
- Ook verlieten veel brandweervoertuigen de poorten van Berliet, dat deze voertuigen in de regel deed afbouwen door zijn dochterbedrijf CAMIVA en welke lange jaren de Franse brandweerkazernes bevolkten (model ‘K’ en vooral ‘GAK’). Verder staan Berliet-bussen gegrift in de geheugens van vele generaties Franse scholieren uit die tijd.

1949
- Paul Berliet (geboren in 1918) volgt in 1949 zijn vader Marius Berliet op in de functie van Président Directeur Général (‘PDG’) van het bedrijf. Hij zou de familie-traditie voortzetten en het familiebedrijf Berliet binnenloodsen in het staatsbedrijf Renault - min of meer gedwongen door de omstandigheden en de politiek.

1950

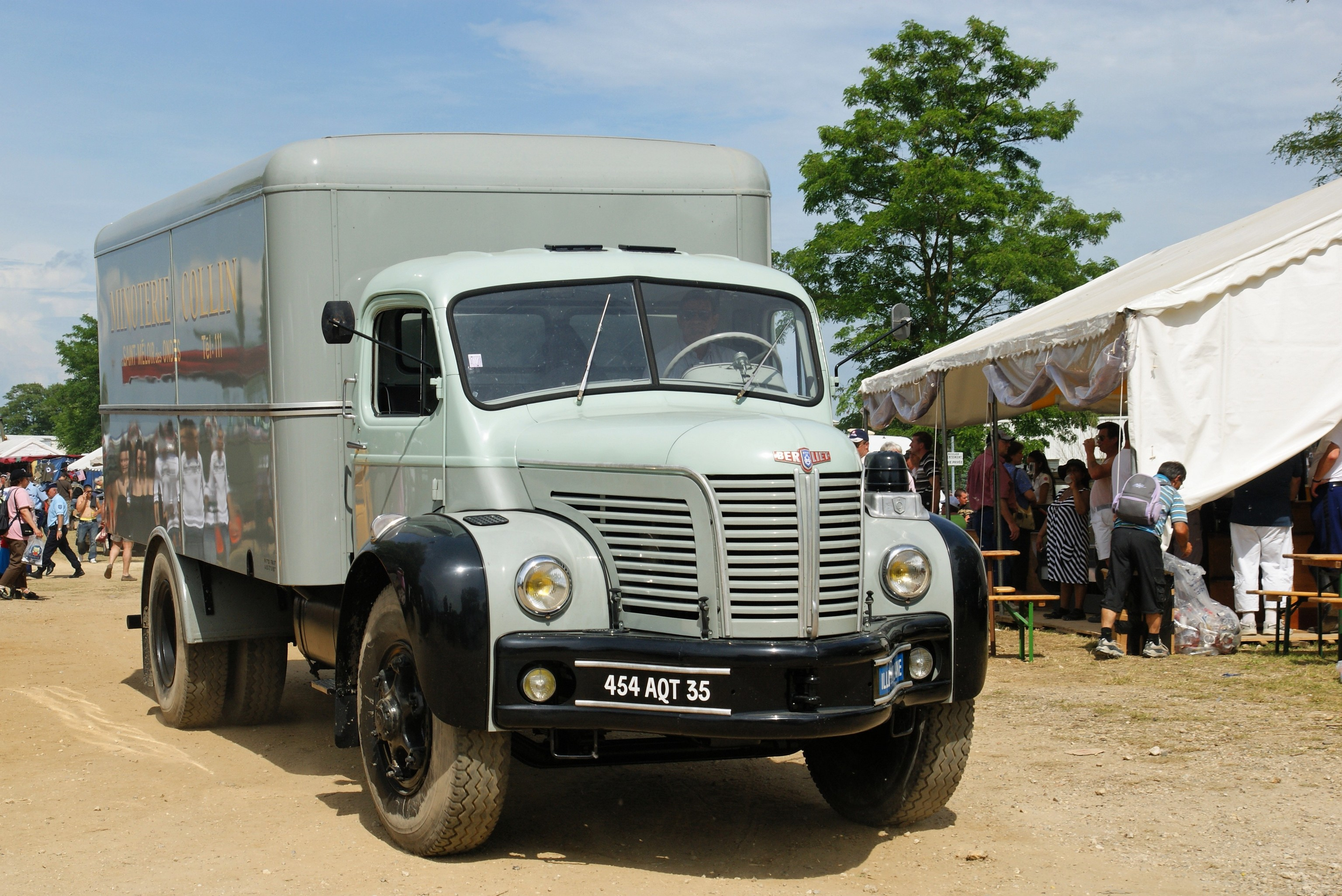
Berliet GLR

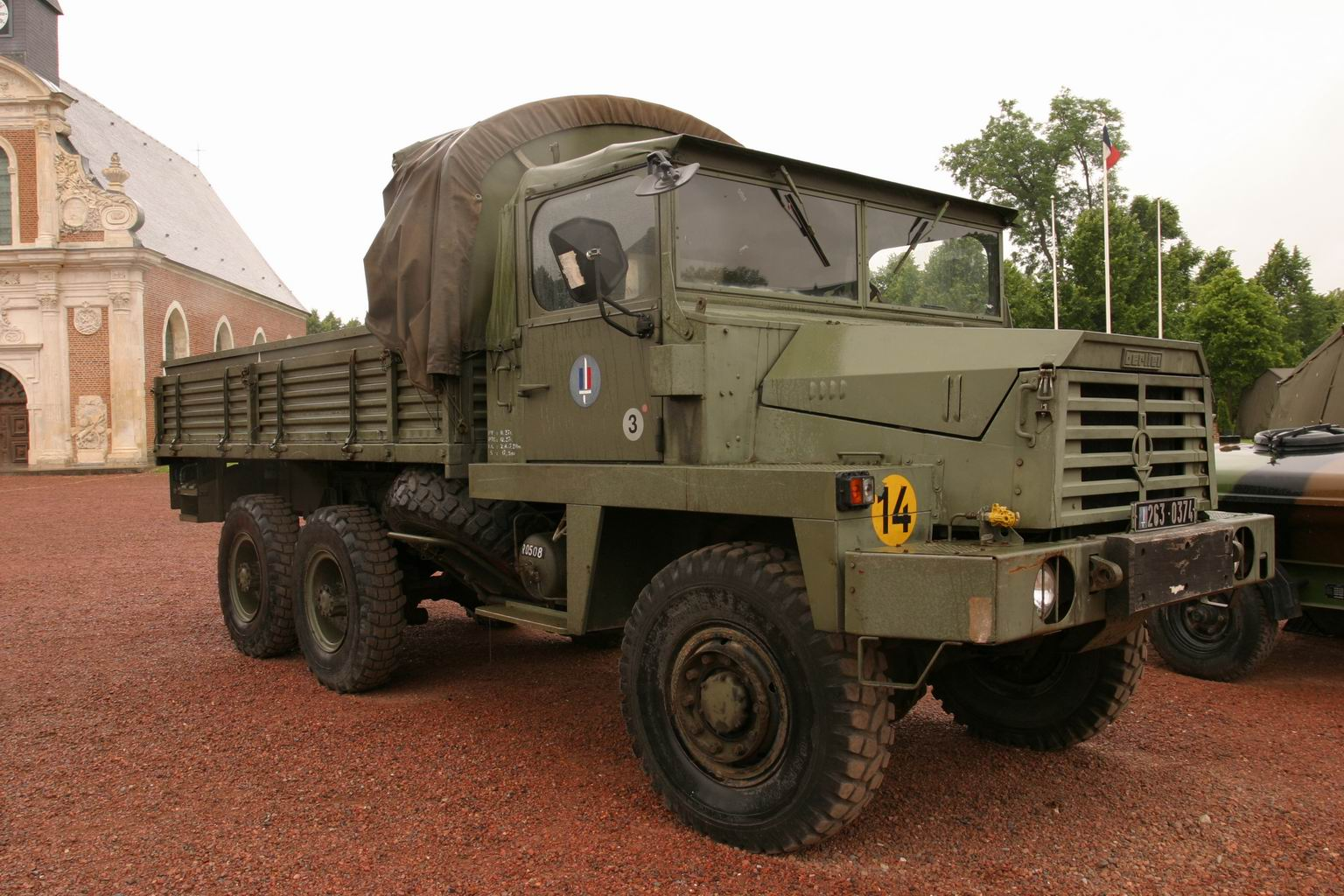
Berliet GCB 8KT

- In 1950 introduceert Berliet de GLR, een model met normaalstuurcabine, een 7,9 liter vijfcilinder dieselmotor met 125 pk, een vijfversnellingsbak, luchtremmen geschikt voor diverse soorten opbouw: kipper, tank of gesloten opbouw en met maximum PTAC van 15,5 ton. PTAC staat voor Poids Total Autorisé en Charge – maximaal voertuiggewicht in beladen toestand.

1951
- Vanaf 1951 biedt het de GLB5 aan, een frontstuurconstructie met een viercilinder, 5 liter, 75 en 80 pk dieselmotor van het merk Ricardo Comet met een vierversnellings handschakelbak, luchtremmen, een wielbasis tussen de 2,70 en 3,65 en tussen de 9,8 en 10,5 ton PTAC.
- Tegelijkertijd introduceert Berliet de GLC, verkrijgbaar met twee (100 en 120 pk), 6,32 liter viercilinder dieselmotoren ter keuze en een versie met een 125 pk 7,9 liter vijfcilinder dieselmotor, een handgeschakelde vijfbak, luchtremmen en tussen de 11,5 en 14,5 ton PTAC. Voor de export naar Afrika werd de GLC uitgerust met een speciaal pakket, een wit dak, zonnescherm en voorruiten die geopend konden worden, met de naam Tropic.

1952
- Gebouwd tussen 1952 en 1963 is dit het eerste Berliet-busmodel met een horizontaal gelegen ‘underfloor’-motor. Zoals bijna al zijn tijdgenoten werd dit voertuig als één model aangeboden in zowel een stads- als een streekversie. De bus had al naargelang de keuze van de exploitant een vijf- of een zescilindermotor. Maximumsnelheid: 60 km/h. Motor: zescilinder Berliet mh620/40. Vermogen: 180 Ch SAE. Versnellingsbak: Wilson semi automaat.

1953
- In 1953 ontwikkelde Berliet een nieuwe dieselmotor met de aanduiding MDZ. Deze had 6 cilinders, 9,5 liter zuigerverplaatsing en tussen de 150 en 180 pk. Deze motor werd gemonteerd in het normaalstuurmodel met de naam TLR10, met twee soorten versnellingsbak (met 5 of 8 versnellingen), luchtvering en slaapcabine als optie. De TLR10 werd in de jaren 1953–1958 geproduceerd als chassis met een PTAC van 18 ton en als trekker met een PTRA tussen de 26 en 32 ton. PTRA is poids total roulant autorisé ofwel de totale massa van trekker plus oplegger/aanhanger. Ook de serie GLM 10 - met een tienversnellingsbak en 19 ton PTAC - beschikte over een MDZ-motor en werd tot 1972 geproduceerd.

1956
- In 1956 lanceerde het bedrijf de serie GBO met een 15 liter MDO-diesel met tussen de 200 en 320 pk en twee typen versnellingsbakken (type FBOTP met vijf of 20 versnellingen), luchtvering en verkrijgbaar als 6x4 en 6x6. Dit voertuig werd vooral ingezet bij de bouw van stuwdammen, autosnelwegen, havens en raffinaderijen. Als chassis had dit model 45 ton PTAC en als trekker 60 ton PTRA als specificatie.

### Speciale voertuigen: de T100, een legende
1957

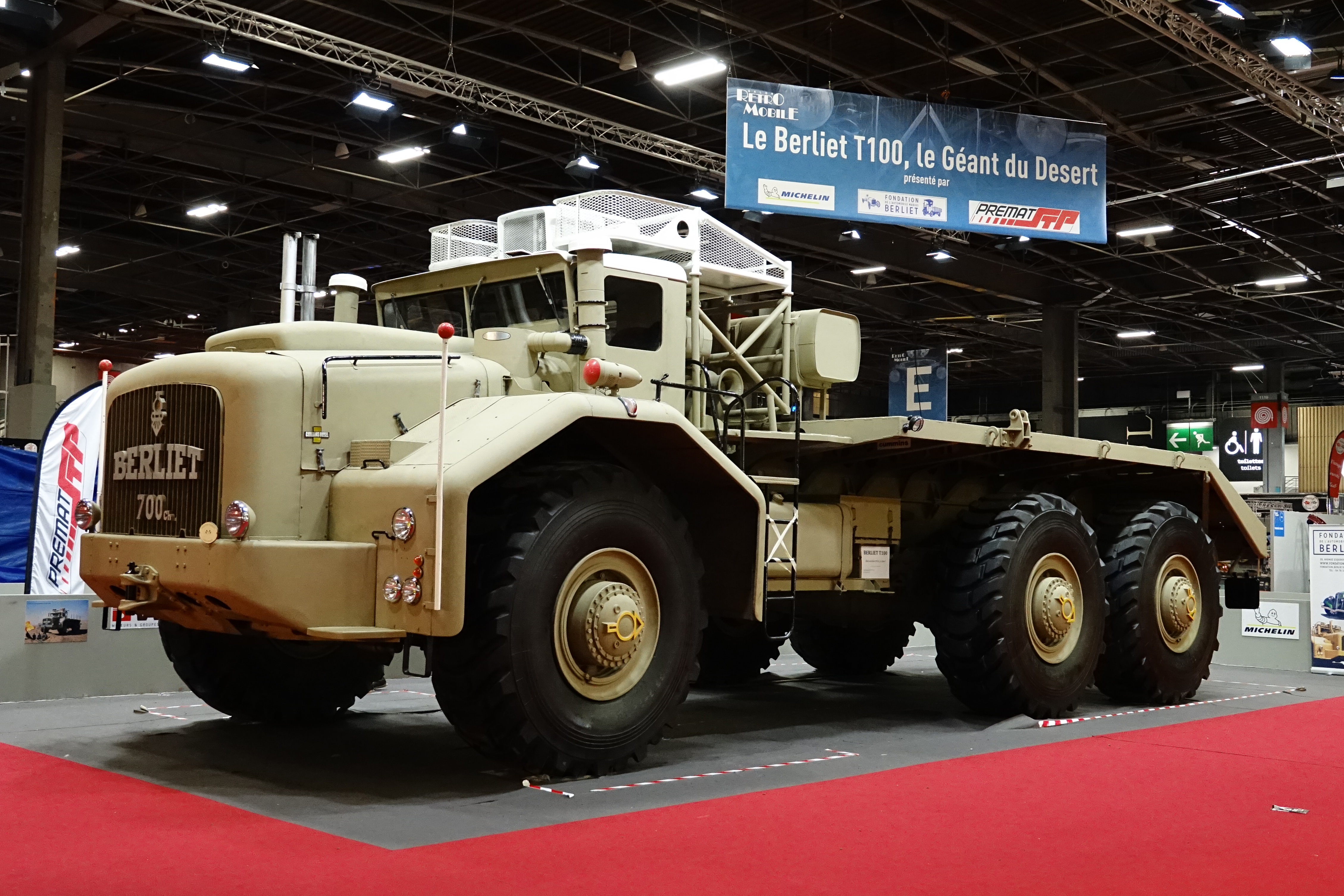
Berliet T100

- In 1957 introduceerde Berliet een model vrachtwagen, speciaal toegesneden op de behoeften op de ‘Sahara bouwplaatsen’: de T100, Het was destijds de grootste vrachtauto ter wereld en er zijn maar vier exemplaren gemaakt. Het had een cabine met vier zitplaatsen, een VT 12 Cummins-diesel en twee turbocompressors van 29,61 L, een vermogen tussen 600 en 700 pk, stuurbekrachtiging door middel van een kleine personenautomotor (van het merk Panhard, om stuurbekrachtiging ook bij stilstaande hoofdmotor mogelijk te maken), bladvering met hydraulische schokdempers van het merk Messier, een semi-automaat van het merk Clark (4 versnellingen voorwaarts en 4 achterwaarts). Het geheel stond op Goodyear-banden van de maat 37.5x33R (1 bij 2,40 m), had schijfremmen van het merk Messier (bestemd voor vliegtuigen), een sperdifferentieel en twee brandstoftanks van 950 liter elk en was leverbaar als 6x4 en 6x6. Afmetingen van het voertuig: lengte: 15,30 m, breedte: 4,98 m, hoogte: 4,43 m en een draaicirkel van 13,20 m met een maximumsnelheid van 34 km/h. De T100 was bestemd voor de exploitatie van olievelden in de Sahara als chassis met een PTAC van 103(!) ton.

1959
- In 1959 werd het derde exemplaar T100 geproduceerd als kipper met 155 ton PTAC met een kiepbak van het merk Marrel. Deze was bestemd voor een uraniummijn in dagbouw te Bessines in het departement Haute-Vienne. De Berliet T100 N°4 Tulsa werd geproduceerd met een frontstuurcabine met vijf zitplaatsen en geïntegreerde slaapplaats. Het voertuig had een breedte van 4,80m, met zes (!) ruitenwissers en een voorruit in drie (!) delen, een versnellingsbak (met 8 versnellingen én 8 versnellingen achterwaarts !), voorzien van een lier van het merk Garwood achter de cabine, met de afmetingen: 12,662 m lengte, 3,98 m hoogte, wielbasis 5,05 m, als 6x6 chassis met een PTAC van 102 ton en een versie als trekker met 190 ton PTRA. Aanvankelijk was dit voertuig gemotoriseerd zoals de andere T100’en, later heeft Berliet bij wijze van experiment een helikoptermotor gemonteerd van Turboméca (1000 pk bij 2400 tpm). Het brandstofverbruik van deze motor was dusdanig hoog dat men het experiment snel afblies. Alleen de T100 n°2 bestaat tot op de dag van vandaag (2009).

## Van 1958 tot 1966
1958

Laatste logo van Berliet, geïntroduceerd in 1959

- In 1958 introduceerde de onderneming de modellenreeks GAK, een vrachtauto met frontstuurcabine met Perkins-diesel (6 cilinders, 4,73 liter, 89 pk, een handgeschakelde vijfbak, luchtremmen en totaal voertuiggewicht van 8,5  ton als trekker/oplegger-combinatie (‘PTRA’)). Ook in 1959 lanceerde de firma haar nieuwe cabine voor zowel normaal- als frontstuurcabines met de naam Relaxe.

1958
- Berliet opende in die tijd twee fabrieken, één in Marokko en een jaar later in Algerije. De Algerijnse vestiging zou later in Algerijnse overheidshanden geraken en in die hoedanigheid omgevormd worden tot fabriek waar Berliet (voertuig) en Deutz (luchtgekoelde motoren) de componenten voor mochten leveren.

1960
- In 1960 opende Berliet fabrieken in Spanje en Portugal.

1961
- In 1961 introduceerde Berliet drie vrachtwagenmodelreeksen:
  - De T25, een kipperchassis voor dagbouwmijnen (voorzien van zescilinder diesel met turbo-compressor, met 14,78 liter zuigerverplaatsing, een tienversnellingsbak, schijfremmen met als optie een sperdifferentieel, in de configuratie 4x2 en 25 ton nuttig laadvermogen en een PTAC van 47,5 ton).
  - De serie GRK 10, met de (verlengde) Relaxe-cabine met slaapkooi, een zescilinder 9,5 liter diesel met 180 pk, een handgeschakelde zesversnellingsbak, een meerbladige vering met stabilisatorstangen, luchtremmen, met in de bumper geïntegreerde koplampen, als 4x2 en als 6x2 leverbaar, als chassis met een PTAC van 19 ton en als trekker met een PTRA van 35 ton.
  - De serie GCK met een dieselmotor van het merk Magic met directe injectie naar een patent van M.A.N. (vijfcilindermotor van 7,917 liter met 150 en 162 pk bij 2150 tpm en twee typen versnellingsbak, één met vijf en één met 13 versnellingen, luchtremmen, als chassis met een PTAC van 16 ton en als trekker met een PTRA van 25 ton)

1962
- De Berliet PH 8-100, het eerste model in de modellenreeks PH 100 werd gepresenteerd in Les Mines op 17 maart 1961 en was toen voorzien van een vijfcilindermotor. Op 30 september van datzelfde jaar werd de zescilinder-variant, de PH 10-100 gepresenteerd. De PH 100 was bedoeld als directe concurrent met de Saviem-modellen SC 2 en SC 4. De PH 100 werd in diverse deurconfiguraties aangeboden: 0-4-4 ; 4-4-4 en een zeldzame 404 (zonder centrale deurpartij). Een speciale versie op maat werd geleverd in 042 aan Lyon (OTL). De aan Lyon geleverde exemplaren - goed gemotoriseerd voor die tijd - werden ingezet op de westelijke, over heuvelachtig terrein leidende lijnen (29/30/44/46...) van het stadsbusnet te Lyon, waar ze tot 1979 dienstdeden. Van het afgebeelde exemplaar - toebehorend aan RBL (Rétro Bus Lyon) - werd de restauratie afgerond in 1985. Verdere gegevens: bouwjaar 1964, zitplaatsen 24 + 1, maximumsnelheid 60 km/h, zescilindermotor Berliet mh 620/40 met 180 pk (SAE), halfautomatische versnellingsbak van Wilson.

1964
- In 1964, introduceert het bedrijf de T45, een kipper voor gebruik in de mijnbouw, met een keuze uit twee typen Amerikaanse dieselmotoren: een 16 cilinder tweetakt GM-motor met 18,5 liter inhoud en 635 pk en een Cummins-diesel van het type VT1710C, een 12 cilinder viertaktmotor met 28 liter cilinderinhoud en 640 pk, een zestraps semi-automaat van het fabricaat Allison, luchtremmen in de configuratie 4x2 met een nuttig laadvermogen van 45 ton en een PTAC van 84,5 ton. Het waren exact 107 exemplaren ‘T45’ die werden gebouwd en verkocht in Frankrijk, de Congo, Zambia en Noord-Korea. Noord-Korea weigerde in elk geval de Amerikaanse motor en dito transmissie. Berliet paste deze componenten aan met het oog op de gevoeligheden van de Noord-Koreanen. Het bedrijf opende ook een fabriek in Bourg-en-Bresse.
- Berliet ontwikkelde vervolgens een experimenteel prototype, de TX40, een gelede dumper, voorzien van een zogenoemde centrale diabolo die het voertuig 180° kon laten knikken in het horizontale vlak en 15° in het verticale vlak, met een per wiel onafhankelijke hydropneumatische vering. Verdere specificaties: een Cummins diesel, die dwars voor de vooras gemonteerd werd (8 cilinders, 15,568 liter, 430 pk bij 2500 tpm, met turbocompressor), een automatische versnellingsbak, hydraulische remmen, in 4x4-configuratie. De motor dreef een generator aan van het Zwitserse merk Brown, Boveri & Cie ('BBC') met een vermogen van 220 kilowatt en 350 ampère bij 625 volt om de vier elektrische naafmotoren te kunnen voorzien van energie. Dit voertuig haalde een top van 70 km/h, kon hellingen van 45° beklimmen en had een nuttig laadvermogen van 40 ton bij een PTAC van 84 ton. Ondanks zijn kwaliteiten en ondanks de op de Salon van Parijs verleende ‘Prix de l'Art et de l'Industrie automobile française’ bereikte het model nimmer het productiestadium.

1964

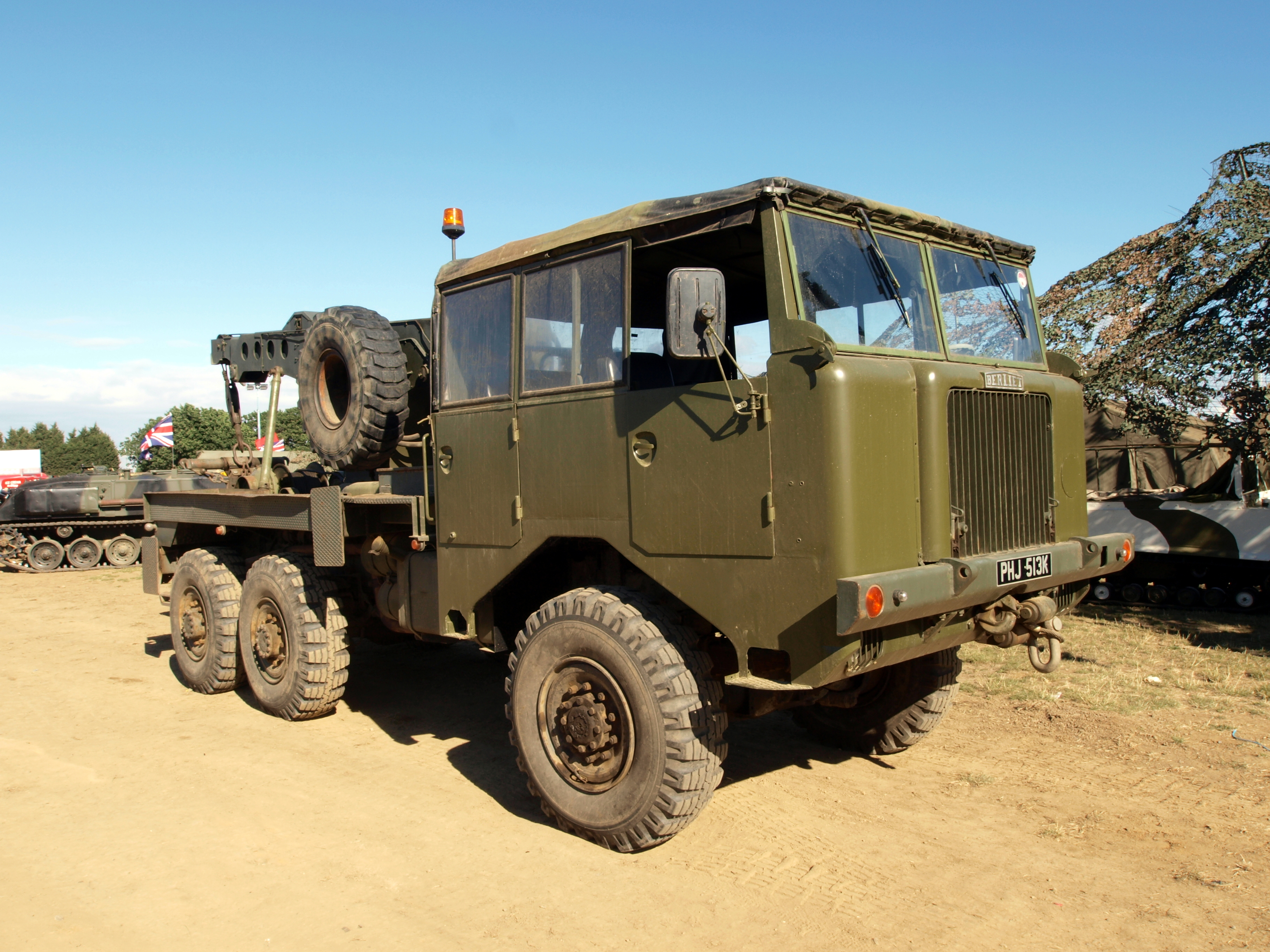
Berliet GBU 15, later bleek er ook een Chinese versie van te bestaan

- In 1964 herstelde Frankrijk de diplomatieke betrekkingen met communistisch China. Op initiatief van generaal De Gaulle legde Paul Berliet contacten in de Volksrepubliek China. Deze contacten resulteerden in een tegenbezoek van een Chinese delegatie technici in Lyon. De Chinezen verwierven een licentie om te produceren en verlieten Frankrijk met in hun bagage meer dan 80 ton tekeningen, documenten en foto’s waarna het oorverdovend stil werd van Chinese zijde. Tot op een goede dag in 1978 - 14 jaar nadat de Chinese delegatie Lyon had verlaten - een persagentschap foto's publiceerde waarop voertuigen te zien waren die duidelijk als Berliets herkenbaar waren…… Wat bleek: Ten gevolge van de Culturele Revolutie, die in de jaren zestig in China woedde, was alle vervolgcontact op de eerste missie in 1964 afgekapt door de Chinese autoriteiten. Later 1978 kwam er een nieuwe technische delegatie uit China naar Lyon met een verzoek om ondersteuning bij de productie. Achteraf bleek men in staat geweest, in 1965 de productie te starten en te laten voortduren tot 1978 inclusief het gebruikelijke detailverbeteringswerk. Het gebrek aan technisch vermogen om een eigentijdse opvolger (zowel qua productie als qua voertuigtechniek) te ontwikkelen bracht de Chinezen terug in Lyon. Vooral technische motorontwikkeling en gereedschapmakerij waren gebieden waarop de Chinezen ontwikkeling zochten. Ze hadden op technisch gebied ruwweg 20 jaar stilgestaan. In 1980 stelde een nieuwe overeenkomst de Chinezen in staat eigentijdse trucks te produceren en versterkte Berliets handelspositie in China aanzienlijk.

1965
- In 1965 zag de Berliet PCM het levenslicht, zijnde tijdgenoot en concurrent van de overbekende Saviem SC10. Beide modellen werden overigens ontwikkeld als antwoord op een in 1960 door RATP uitgeschreven en gepubliceerd bestek, die de ontevredenheid van de Parijzenaars met de toenmalige bustechniek tot uitdrukking bracht. Derde bieder was Verney.
- Daar waar de SC10 al een zelfdragende carrosserie had, was de PCM nog een constructie met een chassis en een (lichtgewicht want aluminium) opbouw. De twee modellen leken uiterlijk sterk op elkaar, afgezien van de dakrand die bij de PCM hoekiger was dan bij de SC10. PCM en SC10 deelden een MAN-motor (do 836 met 135 SAE pk) en dezelfde sferische vooruit (bedoeld om ongewenste reflectie door verlichting in het businterieur tegen te gaan, analoog aan de Nederlandse ‘bolramers’ volgens een Werkspoor-patent). De PCM had een Wilson semiautomatische bak en een maximumsnelheid van 55 km/h.

1966
- In 1966 introduceerde het bedrijf een normaalstuurmodel voor licht bouwplaatswerk, de L62, met een 6,3 liter viercilinder dieselmotor van 120 pk en een vijfversnellingsbak en luchtremmen. Om te functioneren in warme condities was er een onder druk werkend, hooggeplaatst luchtfilter en een overgedimensioneerde radiator. Het voertuig had als chassis een PTAC van 13 ton.

## Citroën koopt Berliet
1964
- In 1964/65 begon de Société des Automobiles Citroën in de problemen te geraken door overproductie en dalende verkoopcijfers. Een gedeeltelijke oplossing van dit probleem dacht men te vinden door de bedrijfswagentak van Citroën samen te smelten met Berliet. Citroën heeft nooit zware vrachtwagens gebouwd maar heeft wel duizenden en duizenden voertuigen per jaar voor het lichte tot middelzware (distributie-)werk geproduceerd. De Citroën H Van is waarschijnlijk het bekendste voertuig van het merk in deze categorie. Alle Citroën-voertuigen waren geconstrueerd en werden gebouwd met de toen gebruikelijke ongebruikelijke Citroën-vondsten op het gebied van voertuig-engineering.

1967
- In 1967 begon de samenwerking vorm te krijgen door de een voor een sluiting van de oude Citroën bedrijfswagenfabrieken te Parijs. De partners concentreerden de productie te Lyon. De voornaamste bijdrage die Citroën leverde was een zeer diepgaande ervaring op het gebied van conventionele en innovatieve voertuigengineering en –ontwerp. Het eerste product van deze samenwerking was de Stradair, zowel qua verschijning als qua techniek toen een vreemde eend in de vrachtwagenbijt.

1967
- In 1967 onthulde de firma de GR10, voorzien van een zescilinder dieselmotor met directe inspuiting en 9,5 liter zuigerverplaatsing, 155 pk vermogen en een handgeschakelde 12 versnellingsbak, luchtremmen en als chassis een PTAC van 19 ton

1968
- In 1968 introduceerde Berliet het normaalstuurmodel Stradair, met een viercilinder dieselmotor met 5,88 liter cilinderinhoud en 120 pk bij 2600 tpm, een handgeschakelde vijfversnellingsbak, een in hoogte regelbare luchtvering (een novum voor die tijd), luchtremmen, een ingebouwde radiator en voorwielaandrijving als optie, als chassis met een PTAC van 8,85 ton. Dit type is het eerste product van de samenwerking en later samensmelting van Citroën (middelzware bedrijfswagens) met Berliet. Citroën zelf bouwde in 1969 ongeveer 4500 eenheden, de overige 20.000 waren Berliets.

1969
- In 1969 introduceerde Berliet twee modellen:
  - De T60 met twee dieselmotoren naar keuze:
    - de eigen MS1240 (29,6 liter, 12 cilinder, 500 pk),
    - de Cummins VT1710C (21 liter, 12 cilinders, 635 pk, een semiautomatische transmissie van het merk Allison met 6 versnellingen, luchtremmen in 4x2-configuratie met 60 ton nuttig laadvermogen en 102,5 ton PTAC. De toenmalige Sovjet-Unie bestelde 81 exemplaren van deze kippers voor gebruik in de koper- ijzer- en kobaltmijnen in de regio Gaï in het zuiden van de Oeral.

  - De GR250 met dieselmotor MD63540 met directe inspuiting, zes cilinders, 12 liter cilinderinhoud, 250 pk, een handgeschakelde twaalfversnellingsbak, luchtremmen, als chassis een PTAC van 19 ton en als trekker een PTRA van 35 ton.
- In deze periode is het modellen-assortiment van Berliet buitengewoon uitgebreid en complex, met 77 'standaard' typen en 35 'speciale' typen zoals 4x4 en 6x6-voertuigen. Daar kwamen nog eens 18 modellen bij zoals brandweerauto's, hulpdienstvoertuigen en takelwagens alsook 30 lijnbussen c.q. (semi-)toerwagens. De meeste van deze modellen waren leverbaar met meerdere wielbases en er werden daarbovenop ook modellen aangeboden met alternatieve motoren. Om deze complexiteit in het aanbod rationeel te kunnen produceren werd reorganisatie op fabrieksniveau noodzakelijk, deels ook als uitvloeisel van de reeds halverwege de jaren zestig ingezette decentralisatie. Zo werd de productie van complete knocked down kits voor export in 1969 geconcentreerd te Vénissieux en werd de as-productie in 1970 uitgeplaatst uit de centrale fabriek naar een nieuw onderkomen te Saint Priest. Versnellingsbakken kwamen vanaf 1970 uit de fabriek te Saint-Étienne.

1970
- In 1970 presenteerde Berliet de GX0 op de Salon De Paris, waarvan slechts één exemplaar werd gebouwd. Dit voertuig was voorzien van een GM-dieselmotor met 16 cilinders met 18,588 liter en 530 pk bij 2100 tpm en een vijftraps halfautomatische versnellingsbak, langs- en dwarssperdifferentiëlen, luchtremmen, Michelin lagedrukbanden zonder luchtkamer in 6x6-configuratie als chassis met een PTAC van 75 ton en als trekker met een PTRA tussen 120 en 280 ton.

1971
- Berliet opende in 1970/71 vier nieuwe fabrieken: in 1970 te Saint-Priest, te Andrézieux-Bouthéon, en een jaar later te Chambéry en te l'Arbresle.
- In 1971 bracht Berliet de productie van speciale voertuigen, zoals brandweer- en vuilniswagens, onder in een nieuwe dochtervennootschap met de naam CAMIVA (constructeurs Associés de Matériel d’Incendie, de Voirie et d’Aviation à Chambéry). Een andere dochter COMELA (Constructions Mécaniques de l'Arbresle) legde zich toe op de productie van licht gereedschap en onderdelen.
- Ondertussen ging de overzeese expansie voort: in 1971 opende Berliet een fabriek op Cuba, die zich vooral bezighield met de productie van bussen. Fidel Castro reed het eerste exemplaar van de band. De welvarende Algerijnse Berliet-dochter werd onder invloed van het toen heersende politieke klimaat onafhankelijk van het moederbedrijf en werd onder de naam SONACOME (Société Nationale de Constructions Mécaniques) omgevormd tot een technische joint venture van Berliet en Deutz, onder regeringsleiding. In 1975 produceerde het bedrijf 5000 eenheden per jaar, vooral Berliet-modellen met luchtgekoelde Deutz-motoren.

1972
- In 1972 startte de productie van wat een van Frankrijks langst geproduceerde busmodellen zou worden: de Berliet (later: Renault) PR100 en PR180 (mk. I). De PR 100 en zijn afgeleiden kunnen nog steeds in heel Frankrijk gevonden worden. Ook Stadtwerke Saarbrücken heeft/had PR 100-exemplaren in dienst. Er bestaat ook een gelede versie, de PR 180, die werd geproduceerd tussen 1981 en 1983. In zijn vijfentwintig productiejaren kreeg de bus twee keer een facelift en bleef desondanks de altijd herkenbare PR 100.

1981
- Renault was traag in zijn ontwikkeling van een gelede bus en kwam pas in 1979 met een prototype en in 1981 met de productie-start van de PR 180. Dit model heeft een hekmotor in de volgwagen, die zowel de as van de volgwagen als de tweede as van de eerste wagen aandrijft (te zien aan de identieke naven van de tweede en de derde as van de PR 180). De PR 180 is door zijn productiestart in 1981 alleen als Renault op de weg gekomen (en niet meer als Berliet – hoewel het wel een volbloed Berliet was).

1972
- In 1972 ontwikkelde Berliet twee vrachtwagenmodellen:
  - De TR280, met de frontstuurcabine ‘KB2400’, met een dieselmotor type ‘MDS’ (directe inspuiting, turbocompressor, 6 cilinders, 12 liter cilinderinhoud, 266 pk bij 1800 tpm, achtbak, luchtremmen, één of twee slaapkooien en een derde (midden-)stoel als optie) als chassis met een PTAC van 19 ton en als trekker met een PTRA tussen de 35 en 38 ton (de toenmalige Europese norm).
  - De TR320, met de frontstuurcabine ‘KB2400’, met een dieselmotor type ‘MDS’ (directe inspuiting, turbocompressor, 8 cilinders, 15 liter cilinderinhoud, 310 pk bij 2300 tpm, achtbak, luchtremmen) als chassis met een PTAC van 19 ton en als trekker met een PTRA tussen de 35 en 38 ton (de toenmalige Europese norm) in 6x4-configuratie, als chassis met een PTAC van 22,5 ton en als trekker een PTRA van 38 ton oplopend tot 120 ton voor buitengewoon transport.

1973
- In 1973 voeren Berliet en Volvo langdurige en diepgaande onderhandelingen over samenwerking op het gebied van bus- en truckproductie. De gecombineerde productie van zware vrachtwagens van Berliet en Volvo zou per jaar plusminus 50.000 eenheden bedragen. De onderhandelingen liepen op niets uit. Berliet beschuldigde Volvo ervan alleen geïnteresseerd te zijn in de productie van Volvo in Frankrijk.
- Berliet en Saviem bevonden zich tussen een bestaan als specialist (met grote marges per eenheid) en als massaproducent, met als onderliggend probleem dat de Franse thuismarkt sinds het begin van de jaren zeventig in aantallen verkochte voertuigen behoorlijk achterbleef bij de rest van Europa.
- Berliet boekte wereldwijd goede exportresultaten, maar gestructureerde en fundamentele groei kan een vrachtwagenfabrikant alleen bereiken met een solide thuismarkt.

1974
- De PR14S was Berliets semi-toerwagen, geïntroduceerd in 1974. Renault hield dit model in het programma totdat de FR1 de positie in dit segment overnam.
- In 1973/74 begon een nieuwe samenwerking met de Volksrepubliek Polen vorm te krijgen: de Poolse fabrikant Jelcz - buiten Polen vertegenwoordigd door het staatsbedrijf Pol-Mot - startte de productie van Berliet-bussen onder licentie om het sinds de vroege jaren vijftig geproduceerde busmodel van Škoda te kunnen vervangen. Het ging om de productie van wat in de grond van de zaak een PR 110 was, die overigens werd gemotoriseerd met een - ook lokaal in licentie vervaardigde - Leyland-motor van het type 690.
- Later is dit voertuig verder geëvolueerd tot een min of meer zelfstandig model, waarin de trekken van het oorspronkelijke ontwerp nog slechts voor de kenner herkenbaar waren. In 1974 onthulde Berliet de serie KB, met de 880KB, een chassis met frontstuurcabine van het type 2200 met drie zitplaatsen voor distributiewerk met een dieselmotor type MD642030B (viercilindermotor, 5,88 liter zuigerverplaatsing, 135 pk, een BXSL vijfversnellingsbak, luchtremmen en als optie een sperdifferentieel met een PTAC van 13 ton. Voorts de 950KB, in 4x2-configuratie, met de opties slaapcabine en sperdifferentieel, als chassis een PTAC van 13,6 ton en als trekker een PTRA van 21 ton.

## De verkoop aan Renault
1974
- De Franse regering heeft in de jaren zestig en zeventig duidelijke controle uitgeoefend over de industrie in Frankrijk en zag liever niet nogmaals gebeuren wat met Unic was gebeurd: een belangrijke producent (in dit geval van vrachtwagens) was in buitenlandse handen geraakt door de inlijving in het Italiaanse FIAT-concern (later: IVECO).
- Omdat Berliet en Saviem zich beiden in het Niemandsland tussen specialist en massaproducent bevonden besloot de regering tot een fundamentele herschikking en sanering in de Franse voertuigproductie.
- Peugeot, de sterkste private personenautoproducent in Frankrijk, werd aangewezen om het in moeilijkheden verkerende Citroën in te lijven in wat later PSA zou worden - met behoud van de Citroën-identiteit. Peugeot ontving voor deze operatie één miljard Franse frank staatssteun, een astronomisch bedrag naar toenmalige verhoudingen.
- In hetzelfde directief verordonneerde de Franse regering dat Renault het familiebedrijf Berliet moest overnemen en samensmelten met de ontwikkeling, productie en verkoop van bedrijfswagens van het merk Saviem, de bedrijfswagendochter van de Régie Renault. Renault kreeg voor dit project steun in de vorm van 500 miljoen Franse frank – in 2009 ondenkbaar.
- Saviem zelf was een samensmelting van Latil, Somua en Renault, die in de jaren vijftig vorm had gekregen maar niet winstgevend was. Bovendien had Saviem geen ervaring met het ontwikkelen en bouwen van zware vrachtwagens.
- De samensmelting was geen snelle operatie: de merken, de modellen en de dealernetwerken bleven vooralsnog parallel bestaan. Vanaf 1978 kregen de middelzware Berliet-trucks ook de modulaire Viererclubcabine, hetgeen ze zeer moeilijk van Saviem-exemplaren te onderscheiden maakte. Elk type in deze serie was verkrijgbaar onder de merknamen Berliet, Renault of Saviem.
- De productiecijfers van Berliet in de late jaren zeventig bewogen tussen de 26.000 en 27.500 eenheden per jaar voornamelijk zware vrachtwagens ondanks de slechte thuismarkt. Saviem deed in die jaren 60.000 eenheden van voornamelijk lichte vrachtwagens alsook bussen. Deze gegevens brachten eigenaar Renault bij een totaal productiecijfer van 75.000 eenheden per jaar. Dit getal wordt door specialisten gezien als drempelwaarde voor een financieel gezonde bedrijfswagenproductie.
- Om ‘veilige’ productiecijfers te bereiken moest productie en verkoop met 30% omhoog, hetgeen een zware uitdaging was. De Renault-directie was reeds enige jaren aan het lobbyen geweest voor inlijving van Berliet, juist omdat dit zo’n sterke speler was op het gebied van zware vrachtwagens. Berliet werd niet in de regeringsplannen gekend. De toenmalig president Valéry Giscard d’Estaing dreef met deze samenvoeging een oud plan van hem door: hij had dit plan reeds geopperd in 1964 in zijn rol als minister van Financiën.
- Een samensmelting als deze bracht een heleboel leed met zich mee, vooral op het personele vlak. Naar alle waarschijnlijkheid was het grootste probleem de naast elkaar bestaande dealernetwerken van Berliet en Saviem in Frankrijk. De sanering die ook hier moest plaatsvinden was pijnlijk en contraproductief voor de verkoop van de bedrijfsauto’s van de twee merken in Frankrijk, die toch al leed onder toenemende buitenlandse concurrentie (Volvo, Mercedes, M.A.N., Scania en DAF doken in de jaren zeventig voor het eerst en in toenemende mate op in het Franse straatbeeld). Berliet had in 1974 24.000 mensen op de loonlijst.

1977
- In 1977 presenteerde Berliet een vrachtwagenmodel met de type-aanduiding TR350 met een dieselmotor MIVS083530, voorzien van turbocompressor, een V8-blok met 14,96 liter inhoud, 356 pk bij 2000 tpm, een Fuller-dertienversnellingsbak (type RTO12513), luchtremmen, een langssperdifferentieel voor de aangedreven wielen in 6x4-configuratie, met als chassis een PTAC van 26 ton en als trekker voor een PTRA van 38 ton, oplopend tot 180 ton voor uitzonderlijk vervoer (‘convoi exceptionnel’). Berliet ontwikkelde een topklasse-trekker op basis van de TR350 en noemde deze ‘Centaure’. Maar dit luxueus uitgeruste voertuig was geen lang (productie-)leven beschoren bij Renault. Alleen de productie van het basismodel werd voortgezet onder de naam R360.

1978
- In 1978 introduceerde Berliet drie modellen:
  - als eerste de CBH280, een torpedoneusmodel voor de bouwplaats, met een turbogeladen zescilindermotor van 12 liter met 260 en 283 pk, achtversnellingsbak (optie: 18 versnellingen), luchtremmen, in 6x4 en 6x6-configuratie leverbaar met 34 ton mogelijke PTAC maar beperkt tot 26 ton op de openbare weg;
  - Als tweede de GRH235, met driezits Saviem-cabine (uitvoering als slaapcabine optioneel). Dieselmotor MIDS062030, een zescilinder met turbocompressie en 8,82 liter zuigerverplaatsing en 228 pk bij 2400 tpm, een achtversnellingsbak BM8, luchtremmen, in configuratie 6x4, als chassis met 26 en 30 ton PTAC;
  - Tot slot de GLR230, met M4-cabine, een zescilinder dieselmotor met 192 of 216 pk, twee typen BDSL-versnellingsbak met 6 of 11 versnellingen, luchtremmen, in de configuraties 4x2 en 4x4, met als optie een buiten de cabine gemonteerd, gigantisch luchtfilter met hooggeplaatste luchtinlaat voor de export naar Afrika. Als chassis had dit model een PTAC van 19 ton.

## Verder onder de vlag van Renault
1979
- Renault koopt zeggenschap in de Amerikaanse vrachtwagenproducent Mack Trucks. Deze acquisitie was een onderdeel van het plan op veelbelovende markten vaste voet aan de grond te zetten. Berliet was reeds sterk in Centraal- en Noord-Afrika, Oost-Europa, Saoedi-Arabië, de Verenigde Arabische Emiraten, Indonesië en China. De VS werden beschouwd als veelbelovende markt.

1980
- In het begin van de jaren tachtig verdwenen de namen ‘Berliet’ en ‘Saviem’ definitief van het Franse en Europese vrachtwagentoneel. De twee merken vormden vanaf dat moment één geheel: Renault Véhicules Industriels (‘RVI’).
- Sommige van de door Berliet geconstrueerde modellen zouden nog vijftien jaar na de fusie geproduceerd worden, zoals de latere R-serie van Renault. Hetzelfde geldt voor de motoren-ontwikkeling van Berliet: de 06.02030-motor en het grotere 06.3540-exemplaar haalden het jaar 2000 in productie, zijnde volbloed Berliet-ontwikkelingen.
- In 1980 introduceert Renault een middelgroot chassis-model, de JK, met een viercilinder 5,48 liter, 90 pk dieselmotor en vier- of vijfversnellingsbak, tussen 6 en 7,5 ton nuttig laadvermogen en een keuze aan cabines variërend van dag- en slaapcabine tot aan verlengde cabine met zeven zitplaatsen.
- Het voertuig maakte gebruik van een cabine, die uit de erfenis van SAVIEM kwam. SAVIEM was betrokken bij deze ontwikkeling van deze cabine in de ‘Club van Vier’ (DAF, Volvo, SAVIEM, Magirus). Elk van de leden van de Club van Vier heeft deze ‘Viererclubcabine’ - al dan niet in afgeleide en vergrote vorm - nog lang gebruikt. Dit model werd tegelijkertijd ook als ‘Mack’ verkocht in de VS via het dealernetwerk van Mack aldaar.

1983
- Renault neemt in 1983 de Europese bedrijfswagendivisie van Chrysler-Europe.Chrysler Europe bestond onder meer uit:
  - Simca/Talbot (ging over in handen van Peugeot),
  - Karrier/Rootes in Engeland (bouwde Dodge 50),
  - Barreiros / Dodge in Spanje (bouwde bus- en vrachtwagenchassis). Door deze aankoop betrad Renault de Engelse markt voor lichte tot middelzware bedrijfsvoertuigen.
- De Dodge 50-serie, later verkocht als Renault 50, waren lichte bedrijfswagens geproduceerd in Engeland tussen 1979 en 1993. Dit was de laatste erfenis van wat ooit Karrier maakte aan bedrijfswagens. De 50-serie omvatte een breed sortiment chassis- en carrosserieconfiguraties, inclusief twee duidelijk verschillende cabine-ontwerpen. Het laadvermogen van de modellen bewoog zich tussen 3500 en 7500 kg. Er waren ook diverse motoren verkrijgbaar, waaronder een Perkins Phaser. Er was ook een 4x4 en de diverse carrossiers bouwden het voertuig zeer uiteenlopend op van kipper tot minibus.
- In Spanje werd de vennootschap met de naam Barreiros / Dodge omgedoopt tot RVI España. De PR100 werd aldaar geassembleerd en kreeg een lokale carrosserie van Hispano Carrocera. Deze combinatie was een logisch vervolg op de nauwe samenwerking tussen de oude fabriek van Barreiros en Hispano Carrocera, voorganger van Van Hool España. Deze fabriek maakte ook het chassis welke later verkocht zouden worden als Renault A290 et A320. Deze chassis werden van Spaanse carrosserieën voorzien, zoals die van Ugarte, Unicar en Ebrocar.
- In 1983 werd de serie G geïntroduceerd met zescilinder 9,8 MIDR-motoren met een vermogen tussen de 182 en 338 pk en twee typen versnellingsbak (met 9 en 18 versnellingen), luchtvering, luchtremmen (met ABS) als 4x2, 6x2 en 6x4. Het model gebruikte de vergrote Viererclub cabine (zoals Volvo dat ook deed met zijn FH 8). Als chassis kan het model een PTAC van 26 ton hebben en als combinatie trekker oplegger een PTRA van 44 ton. De G-serie, die overigens veel gebruikt wordt voor openbare diensten, werd omgedoopt tot ‘Manager’ in 1991 en de productie werd gestaakt in 1996.
- In 1983 presenteerde Renault zijn nieuwe toerwagen, de FR1. Dit model werd behoorlijk geliefd zowel bij toerwagenexploitanten als bij lijndienstexploitanten voor lijndiensten op de lange afstand. Buiten Frankrijk betekende deze toerwagen commercieel niet veel.

1987
- Eind 1987 werd het eerste exemplaar van de nieuwe stadsbus R312 geleverd. Het model vond grote verspreiding in Frankrijk, daarbuiten in Zwitserland (Genève), België (TEC en Duitsland (Stadtwerke Saarbrücken). De R312 had het tij tegen: de tendens richting lagevloerbussen maakte het model vrij snel onaantrekkelijk. De Waalse busonderneming TEC (tegenhanger van De Lijn in Vlaanderen) kocht 315 wagens, die werden afgebouwd bij EMI in België en kwamen in dienst tussen 1994 en 1997.

1988
- In 1988 introduceert Renault de Midliner, een chassis voor stedelijk distributiewerk met een turbo-geladen viercilinder, 3,8 liter, 98 pk krachtbron met een handgeschakelde 5 of 9-bakstransmissie en wielbases tussen de 3,86 en 5,90 meter en tussen de 6 en 9 ton PTAC. Als optie werd ook de MIDR 6 cilinder, 6,18 liter, 196 – 226 pk motor met een wielbasis van 10,18 meter aangeboden, voorzien van luchtvering en met 15,7 PTAC. Als trekker heeft de Midliner een PTRA van 35 ton. De cabine is een late en opgepoetste versie van de ‘Viererclub-Cabine’. Dit is vooral te zien aan de deuren en zijpanelen van de cabine.

1990
- Na de aankoop van het deelbelang in 1979 verwerft Renault in 1990 de gehele zeggenschap over Mack Trucks.

1990
- 1990 is het introductiejaar van wat twintig jaar later nog altijd een succesnummer zal blijken te zijn: de ‘Renault Magnum’ (oorspronkelijk nuchter aangeduid met AE, Alliance Europeénne), aanvankelijk alleen leverbaar met een Mack-krachtbron, later ook met Renault-motoren. De AE wordt ook geïmporteerd en gedistribueerd in Australië, hier onder de merknaam Mack en gemotoriseerd met een vijftienliter Cummins-diesel (‘Signature’) met 565 pk.

1991
- De Renault Tracer was de nieuwe Renault-streekbus met middenmotor en opvolger van het Saviem S45-gamma. Het model werd geïntroduceerd in 1991 en werd na slechts negen jaar productietijd omstreeks het jaar 2000 reeds opgevolgd door de modellen Acer en Axer. De Tracer was de eerste Renault-bus met een naam als type-aanduiding. Het front was bijna identiek aan de R312.

1992
- In 1992 werd een nieuw model vrachtwagen voor de bouwplaats geïntroduceerd, de Maxter G340TI, met een dieselmotor voorzien van turbocompressor, 6 cilinders, van 260 tot 338 pk, 9,8 liter cilinderinhoud, een overbrenging met 9 versnellingen, luchtremmen, ABS en ASR als optie en een maximale voertuigmassa (‘PTAC’) van 26 ton, in de configuraties 6x4 en 8x4. De cabine is een vergrote nazaat van de ‘Viererclub-Cabine’
- Renault Véhicules Industriels heet vanaf dit jaar Renault V.I..

1995
- Renault introduceerde zijn lagevloerbus relatief laat onder de naam ‘Agora’. Het voertuig heeft een brede verspreiding in Frankrijk, daarbuiten nauwelijks. Renault/Irisbus biedt de Agora ook aan met aardgasaandrijving en als gelede wagen.

1996
- In 1996 introduceert Renault twee nieuwe model-families: de Premium en de Kerax.
  - De Premium is het vlootvoertuig bij uitstek: relatief laag eigen gewicht, niet extreem luxueus, een aantrekkelijke aanschafprijs bij gunstige prijs-/prestatieverhouding en relatief lage exploitatiekosten. Zo’n voertuig verdient zijn geld in een extreem competitieve markt, waar elke cent telt. De winst in die markt zit ‘m in de massa en dat merk je aan het voertuig: meestal een tikje minder luxueus en minder zwaar gemotoriseerd (dus lichter) dan zijn broers in het topsegment. Zijn rechtstreekse concurrenten zijn Mercedes Axor, Volvo FM10/12, DAF CF 95 en de M.A.N. TGL, alle uitgelegd op laag eigen gewicht en gunstige exploitatiekosten.
  - Premium Distribution is het chassis voor het zwaardere distributiewerk, met een motorvermogen tussen de 200 en 300 pk en verlaagde cabine c.q. instap. Hier zijn vooral de lichtere Axors en Atego’s van Mercedes alsook de TGM van M.A.N. en de CF 45/55 van DAF geduchte concurrenten.
  - Omdat het voor bepaalde vormen van vervoer niet zinvol is, om de truck met het hoogste vermogen of het meeste comfort te hebben ligt het in deze situatie (vooral: tank- en silovervoer) voor de hand een auto zo mager mogelijk te specificeren, zodat er zo veel mogelijk ruimte voor nuttige lading blijft. Renault heeft voor deze doelgroep de Premium in huis, die zelfs in de versie met verhoogd dak en een redelijk comfortabel aangeklede cabine niet meer dan 6700 kg eigen massa heeft. Aangedreven wordt de Premium door een common rail diesel, die uiteraard voldoet aan de Euro 3 emissie-eisen. De inspuiting wordt volledig elektronisch geregeld; er is in principe geen mechanische aansturing meer, los van een hogedrukpomp die het gemeenschappelijke brandstofreservoir aan de motor onder druk houdt. Die druk bedraagt maximaal 1500 bar. Van dit gemeenschappelijke reservoir - de common rail - lopen er brandstofleidingen naar de verstuivers in de verschillende cilinders. De Renault-motor heeft een boring en slag van 123x156 mm en een cilinderinhoud van 11 liter. De dCi 11, zoals de motor heet, leverde in de door ons gereden uitvoering een vermogen van 361 pk (266 kW) - bij 1900 tpm - en een hoogste koppel van 1670 Nm tussen 1050 en 1400 Nm.
  - De Kerax is te beschouwen als het werkpaard voor de bouwplaats en is speciaal geconcipieerd voor opbouw met kiepbak, betonmixer en soortgelijke toepassingen. Voor dit soort voertuigen is de power take-off (PTO) bijna standaard omdat bij dit soort opbouw de opbouw zelf ook energievoorziening nodig heeft voor (meestal) hydrauliek. Ten opzichte van de (pure) wegvoertuigen hebben dit soort voertuigen naast de korte eindoverbrenging en aangepaste overbrengingsverhoudingen altijd meer bodemvrijheid en kortere voor- en achteroverstek. Ook hier heeft Renault zware concurrentie uit het omliggende Europa: IVECO Trakker, Mercedes Axor, M.A.N. TGX, Scania, Volvo.

1999
- In 1999 richtten de samenstellende partners ‘Irisbus’ op.
  - Samenstellende partners zijn: Renault Bus en FIAT-Iveco, die aldus hun Europese bus-divisies samensmolten en afslankten.
  - Renault en IVECO schiepen Irisbus om zowel markten als modellen te ontwikkelen. Irisbus is verantwoordelijk voor alle bus- en toerwagenontwikkeling en –fabricage in de IVECO-groep en als aanbieder een belangrijke speler in stads- school-, streek- en toerwagenmarkt.
- In Europa heeft Irisbus zowel ontwikkelings- als fabricagevestigingen in Frankrijk (in Vénissieux – de ‘Berliet-wortels’ in dit verhaal), Italië, Spanje, Tsjechië (Karosa) en Hongarije (Ikarus). Op wereldniveau speelt Irisbus eveneens een belangrijke rol door de inbreng van CBC-Iveco in Changzhou (China). In 2003 verkocht Irisbus meer dan 13.000 eenheden over de hele wereld.
- Irisbus is een van de zeldzame busbouwers die werken met het kataphoresische ‘E-dip’ anticorrosiesysteem met de mogelijkheid om een bus(-deel) met een maximale lengte van 15 meter in zijn geheel in het kataphoresebad te ‘dopen’.
- Irisbus biedt een alomvattende keuze van op duurzaamheid georiënteerde constructies en vervoersoplossingen. Het bedrijf bekleedt een leidende positie op het gebied van duurzame exploitatietechniek: deeltjesfilters, aardgasmotoren, elektrische en hybride aandrijvingen, nieuwe generatie-trolleybussen en trams-op-banden. Ook de brandstofceltechniek is een van de ontwikkelingsvelden van Irisbus.
- In 2001 moest Renault zijn 50% belang in Irisbus aan IVECO verkopen om toestemming te kunnen krijgen voor de deal met Volvo.

1999
- De Recreo is de standaard Renault-schoolbus en is op de markt gekomen omstreeks 1999. In feite is het een Karosa-product uit de Tsjechische Republiek, aangepast aan de Franse smaak en voorzien van Renault-aandrijfcomponenten. Op dit plaatje uit 2001 is de Recreo al te zien als Irisbus-model.

2000
- De Renault Ares is een semi-toerwagen, geschikt voor streekvervoer en dagtrips. Op de busbeurs in Kortrijk in 2001 werden de diverse Renault-modellen uitsluitend als Irisbus gepresenteerd. De naam 'Renault' verdween aldus omstreeks 2001 van het bustoneel.
- Op de Bedrijfsauto-RAI 2000 lanceerde Renault de Midlum, als opvolger van de Midliner. Inmiddels heeft deze nieuwe distributietruck zich ontpopt als een redelijk succesvolle auto. Renault heeft behoorlijke aantallen geregistreerd op de Nederlandse markt. Maar Renault Nederland wil meer, vandaar dat de Midlum inmiddels ook leverbaar is als compleet opgebouwde auto, kant-en-klaar om zo in te zetten. De Renault Midlum is een uitgesproken lichte truck. De eigen massa van de chassis/cabine bij onze testtruck, een Midlum 180.12 met een wielbasis van 5148 mm, was volgens de specificatie niet meer dan 3799 kg. De meeste concurrenten zijn op z'n minst enkele tientallen kilo's zwaarder. Compleet met opbouw weegt de auto 6220 kg - bij een totaal GVW van 11990 kg betekent dat een nuttig laadvermogen van 5770 kg.

2001
- De Axer is een licht geretoucheerde Recreo met een luxueuzer presentatie. Dit maakt het model geschikt als lijn- en toerwagen. Kritische gebruikers als de Duitse Bundeswehr beoordelen het voertuig positief, getuige de order voor 32 exemplaren in 2005. De Axer heeft corrosiebescherming door kataphorese, 352 pk Cursor 8-motor, schijfremmen rondom, ABS, ASR, Telma retarder, veiligheidsgordels voor alle 54 stoelen, air conditioning et cetera. Deze voertuigen worden gebouwd in de Irisbus-fabriek in Vysoké Myto (Tsjechische Republiek). De Axer is een succesvol model in onder andere Duitsland (naast Frankrijk en Tsjechië). Er zijn er in Duitsland alleen al meer dan 100 verkocht aan de diverse exploitanten.
- In 2001 draagt Renault 100% van zijn aandelen ‘Renault VI’ over aan AB Volvo, op dat moment zelf volledig geconcentreerd op zware vrachtauto’s (vanaf 12 ton totaalgewicht) na de verkoop van de Volvo-personenwagendivisie aan Ford. In ruil neemt Renault een belang van 21,6% in de Zweedse vrachtwagenfabrikant, waardoor de Fransen voornaamste aandeelhouder worden en vetorecht krijgen (naast de oorspronkelijke eigenaars, de familie Wallenberg). Tegelijkertijd neemt Renault op dat moment - gedwongen - afscheid van de busbouw (zie hierboven onder 'Irisbus’), waarmee de naam Renault verdwijnt uit de (nieuwbouw-)buswereld.

2002
- In 2002 wordt Renault VI omgedoopt in Renault Trucks, een meer internationale benaming.

2008
- Vanaf 2008 biedt Renault zijn vierasser uit de Kerax-serie aan met hetzelfde 460 of 500 pk, 13 liter DXi13-blok als gemonteerd in de Magnum. De 460 pk DXi13 levert een koppel van 2300 Nm terwijl de 500 pk zescilinder een koppel van 2450 Nm levert.
- De Premium Lander 8x4 maakt de zes- en achtassers compleet. Dit voertuig is ontworpen om een optimum aan nuttig laadvermogen en overige specificaties voor de bouwplaats en aanverwante inzet te bieden. De Premium Lander is speciaal geschikt gemaakt om te worden opgebouwd met betonmortelmixers, kranen, kiepbakken, afvaltransportbakken et cetera.
- De superaerodynamische ‘Optifuel Lab’ trekker-trailer-combinatie van Renault die in 2008 een besparing in brandstofconsumptie van 13% liet zien in een rechtstreekse vergelijking met een gelijkwaardige combinatie (zijnde een 450pk-DXi trekker-trailercombinatie als referentievoertuig) zonder deze aerodynamische optimalisatie. De Optifuel Lab verbruikt 4,5 liter op 100 kilometer en produceert 120g minder CO2 per gereden kilometer. Op het front van de Optifuel Lab is afgeronde en (met 300 mm) verlengde neus en meegebogen bumpers gemonteerd. Aan de achterkant heeft de bijpassende trailer een extra luchtgeleider met een lengte van 700mm. De Lamberet-koeloplegger heeft een licht gerond dak om het waterdruppelprofiel te benaderen.

## Modellen
- Berliet T100